# Castelo de Vilar Maior
O Castelo de Vilar Maior localiza-se na povoação de Vilar Maior, freguesia de Aldeia da Ribeira, Vilar Maior e Badamalos, município do Sabugal, distrito da Guarda, em Portugal.
Em posição dominante sobre o vale do rio Cesarão e a povoação, do alto de seus muros é possível avistar-se o Castelo da Guarda.
O Castelo de Vilar Maior está classificada como Imóvel de Interesse Público desde 1996.

## História

### Antecedentes
Acredita-se que a primitiva ocupação humana de seu sítio possa remontar a um castro pré-romano, a uma fortificação romana ou mesmo muçulmana.

### O castelo medieval
À época da Reconquista cristã da Península Ibérica, a posição de Vilar Maior revestiu-se de valor estratégico, na fronteira entre cristãos e muçulmanos. O castelo é pela primeira vez referido na segunda metade do século XI, imediatamente após a campanha das Beiras, promovida por Fernando Magno (1139). Segundo essa vertente, a sua construção (ou reconstrução) inscreve-se no quadro de expansão do reino de Leão. Outros, entretanto, atribuem a sua edificação (ou reedificação) a Afonso IX de Leão, tendo a cerca da vila sido erguida desde o final do século XIII, conforme inscrição epigráfica datada de 1280, o que atesta a sua importância regional à época.
Integrante do território de Ribacôa, disputado a Leão por D. Dinis (1279-1325), este soberano passou foral à povoação em 17 de Novembro de 1296, quando a terá conquistado. A sua posse definitiva para Portugal, entretanto, só foi assegurada pelo Tratado de Alcanices (1297), a partir de quando o soberano procurou consolidar as fronteiras na região, fazendo reedificar os castelos de Alfaiates, Almeida, Castelo Bom, Castelo Melhor, Castelo Mendo, Castelo Rodrigo, Pinhel, Sabugal e este, de Vilar Maior.
Com a paz, a fortificação perdeu importância e começaram a sentir-se dificuldades de povoamento. Visando reverter esse quadro, em meados do século XV, a vila recebeu o privilégio de couto de homiziados (1440), visando atrair moradores. Pelo mesmo motivo, D. Manuel I (1495-1521) concedeu-lhe o Foral Novo (1510). Nessa época, a povoação e seu castelo encontram-se figurados por Duarte de Armas (Livro das Fortalezas, c. 1509).

### Da Guerra Peninsular aos nossos dias
No contexto da Guerra Peninsular, a região foi ponto de passagem das invasões napoleônicas, constando que a vila e seu castelo foram saqueados e incendiados.
Em ruínas, o castelo foi recentemente classificado como Imóvel de Interesse Público por Decreto n° 2/96, publicado em 6 de Março de 1996. Aguarda, entretanto, a definição de um projeto de valorização, que requer, necessariamente uma prévia investigação arqueológica.

## Características
Castelo de montanha, apresenta elementos do estilo românico e gótico, com planta no formato oval irregular, acedido por portão em arco de volta quebrada. No lado oposto a este, rasga-se um outro, de menores dimensões, em arco apontado. O topo das muralhas é percorrido por adarve. Entre as diversas construções que originalmente se erguiam na praça de armas, destacam-se a monumental Torre de Menagem, de planta quadrada, dividida internamente em três pavimentos (defendendo o portão), e a cisterna. A entrada na torre de menagem faz-se pelo interior da muralha, ao nível do adarve, por meio de porta sobrelevada de arco apontado. No seu alçado principal, o brasão das quinas reafirma o poder real.
Subsistem vestígios da cerca da vila, como o arranque do arco de uma das portas.